# NHL Winter Classic
NHL Winter Classic är ett årligt återkommande arrangemang i National Hockey League där en grundspelsmatch under säsongen spelas utomhus. Matcherna spelas på arenor som ligger i USA.

## Historia
Den första matchen spelades den 1 januari 2008, mellan Buffalo Sabres och Pittsburgh Penguins på Ralph Wilson Stadium i Orchard Park i New York. Den matchen tog ett NHL-rekord med en publik på 71 217 och var den första matchen i NHL:s historia som spelades utomhus i USA. Framgången för NHL Winter Classic 2008, ledde till att NHL planerade ett andra för 2009, som hölls på Wrigley Field i Chicago i Illinois, den 1 januari 2009 mellan Chicago Blackhawks och Detroit Red Wings. Den matchen hade de högsta TV-tittarsiffror av ishockeymatch på 33 år. Framgången för NHL Winter Classic år 2009 har resulterat i "Klassikern" som ett årligt återkommande evenemang.
Tredje Winter Classic hölls på Fenway Park i Boston i Massachusetts, den 1 januari 2010 mellan Boston Bruins och Philadelphia Flyers. Matchen i sig slutade med en 2-1-vinst till Boston Bruins efter förlängning. 1 januari 2011 spelades den fjärde Winter Classic-matchen på Heinz Field i Pittsburgh mellan Pittsburgh Penguins och Washington Capitals. Men på grund av ett regnoväder flyttades matchstarten fram från klockan 13:00 lokal tid till klockan 20:00 lokal tid. Washington vann matchen med 3-1.
Den 2 januari 2012 spelades den femte Winter Classic-matchen mellan Philadelphia Flyers och New York Rangers på Citizens Bank Park i Philadelphia . Men på grund av värmen försenades matchstarten med drygt två timmar för att isen befarades skulle bli sämre, så därför flyttades matchen fram till klockan 15:00 lokal tid (21:00 CET) . NY Rangers vann matchen med 3-2.
Den 9 februari 2012 annonserades att 2013 års upplaga av NHL Winter Classic skulle spelas i Detroit, Michigan mellan hemmalaget Detroit Red Wings och Toronto Maple Leafs. Matchen spelades på Michigan Stadium den 1 januari 2014. Det var andra gången Detroit medverkade i en Winter Classic match (de mötte Chicago Blackhawks i Chicago 2009), medan Toronto gjorde debut som Winter Classic lag. Både Detroit och Toronto är lag ur NHL:s Original Six och det finns en djupt rotad rivalitet mellan klubbarna. 105.491 biljetter såldes, vilket är mer än det verifierade världsrekordet i Guinness Rekordbok för publiksiffran på en ishockeymatch (104.173). Guinness Rekordbok räknar dock antalet biljetter som skannades, inte antalet biljetter som såldes. Den 24 januari 2014 meddelade en NHL-källa att matchens verifierade publiksiffra inte slog det nuvarande rekordet och skrivs därmed inte in som nytt rekord i Guinness Rekordbok.
Vid spel utomhus kan effekter som vind och solsken ge en fördel för det ena laget. Av den anledningen byter lagen sida i den tredje perioden och i förlängningen. Det vill säga att spelet stannar upp vid halvtid och lagen byter riktning.

## Lista över NHL:sWinter Classic-match
| År   | Namn                                                                            | Datum                                                                           | Arena                                                                           | Åskådare                                                                        | Hemmalag                                                                        | Bortalag                                                                        | Resultat                                                                        |
| ---- | ------------------------------------------------------------------------------- | ------------------------------------------------------------------------------- | ------------------------------------------------------------------------------- | ------------------------------------------------------------------------------- | ------------------------------------------------------------------------------- | ------------------------------------------------------------------------------- | ------------------------------------------------------------------------------- |
| 2008 | AMP Energy NHL Winter Classic 2008                                              | 1 januari 2008                                                                  | Ralph Wilson Stadium Orchard Park, New York                                     | 71 217                                                                          | Buffalo Sabres                                                                  | Pittsburgh Penguins                                                             | 1–2 (Str)                                                                       |
| 2009 | Bridgestone NHL Winter Classic 2009                                             | 1 januari 2009                                                                  | Wrigley Field Chicago, Illinois                                                 | 40 818                                                                          | Chicago Blackhawks                                                              | Detroit Red Wings                                                               | 4–6                                                                             |
| 2010 | NHL Winter Classic 2010 presented by Bridgestone                                | 1 januari 2010                                                                  | Fenway Park Boston, Massachusetts                                               | 38 112                                                                          | Boston Bruins                                                                   | Philadelphia Flyers                                                             | 2–1 (SD)                                                                        |
| 2011 | Bridgestone NHL Winter Classic 2011                                             | 1 januari 2011                                                                  | Heinz Field Pittsburgh, Pennsylvania                                            | 68 111                                                                          | Pittsburgh Penguins                                                             | Washington Capitals                                                             | 1-3                                                                             |
| 2012 | Bridgestone NHL Winter Classic 2012                                             | 2 januari 2012                                                                  | Citizens Bank Park Philadelphia, Pennsylvania                                   | 46 967                                                                          | Philadelphia Flyers                                                             | New York Rangers                                                                | 2–3                                                                             |
| 2013 | Inställt på grund av lockout och som resulterade i att säsongen blev förkortad. | Inställt på grund av lockout och som resulterade i att säsongen blev förkortad. | Inställt på grund av lockout och som resulterade i att säsongen blev förkortad. | Inställt på grund av lockout och som resulterade i att säsongen blev förkortad. | Inställt på grund av lockout och som resulterade i att säsongen blev förkortad. | Inställt på grund av lockout och som resulterade i att säsongen blev förkortad. | Inställt på grund av lockout och som resulterade i att säsongen blev förkortad. |
| 2014 | NHL Winter Classic 2014                                                         | 1 januari 2014                                                                  | Michigan Stadium Ann Arbor, Michigan                                            | 105 491                                                                         | Detroit Red Wings                                                               | Toronto Maple Leafs                                                             | 2–3 (SD)                                                                        |
| 2015 | NHL Winter Classic 2015                                                         | 1 januari 2015                                                                  | Nationals Park Washington, D.C.                                                 | 42 832                                                                          | Washington Capitals                                                             | Chicago Blackhawks                                                              | 3–2                                                                             |
| 2016 | Bridgestone NHL Winter Classic 2016                                             | 1 januari 2016                                                                  | Gillette Stadium Foxborough, Massachusetts                                      | 67 246                                                                          | Boston Bruins                                                                   | Montreal Canadiens                                                              | 1–5                                                                             |
| 2017 | Bridgestone NHL Winter Classic 2017                                             | 2 januari 2017                                                                  | Busch Stadium St. Louis, Missouri                                               | 46 556                                                                          | St. Louis Blues                                                                 | Chicago Blackhawks                                                              | 4–1                                                                             |
| 2018 | Bridgestone NHL Winter Classic 2018                                             | 1 januari 2018                                                                  | Citi Field New York, New York                                                   | 41 821                                                                          | Buffalo Sabres                                                                  | New York Rangers                                                                | 2–3 (SD)                                                                        |
| 2019 | Bridgestone NHL Winter Classic 2019                                             | 1 januari 2019                                                                  | Notre Dame Stadium Notre Dame, Indiana                                          | 76 126                                                                          | Chicago Blackhawks                                                              | Boston Bruins                                                                   | 2–4                                                                             |
| 2020 | Bridgestone NHL Winter Classic 2020                                             | 1 januari 2020                                                                  | Cotton Bowl Stadium Dallas, Texas                                               | 85 630                                                                          | Dallas Stars                                                                    | Nashville Predators                                                             | 4–2                                                                             |
| 2021 | Inställt på grund av covid-19-pandemin.                                         | Inställt på grund av covid-19-pandemin.                                         | Inställt på grund av covid-19-pandemin.                                         | Inställt på grund av covid-19-pandemin.                                         | Inställt på grund av covid-19-pandemin.                                         | Inställt på grund av covid-19-pandemin.                                         | Inställt på grund av covid-19-pandemin.                                         |
| 2022 | Discover NHL Winter Classic 2022                                                | 1 januari 2022                                                                  | Target Field Minneapolis, Minnesota                                             | 38 619                                                                          | Minnesota Wild                                                                  | St. Louis Blues                                                                 | 4–6                                                                             |
| 2023 | Discover NHL Winter Classic 2023                                                | 2 januari 2023                                                                  | Fenway Park Boston, Massachusetts                                               | 39 243                                                                          | Boston Bruins                                                                   | Pittsburgh Penguins                                                             | 2–1                                                                             |
| 2024 | Discover NHL Winter Classic 2024                                                | 1 januari 2024                                                                  | T-Mobile Park Seattle, Washington                                               | 47 313                                                                          | Seattle Kraken                                                                  | Vegas Golden Knights                                                            | 3–0                                                                             |
| 2025 | Discover NHL Winter Classic 2025                                                | 31 december 2024                                                                | Wrigley Field Chicago, Illinois                                                 | 40 933                                                                          | Chicago Blackhawks                                                              | St. Louis Blues                                                                 | 2–6                                                                             |
| 2026 | Discover NHL Winter Classic 2026                                                | 2 januari 2026                                                                  | Loan Depot Park Miami, Florida                                                  |                                                                                 | Florida Panthers                                                                | New York Rangers                                                                | X–X                                                                             |

## Övrigt
Winter Classic är tillgängligt att spela som ny funktion i tv-spelet NHL 12 och i uppföljarna NHL 13 och NHL 14.